# Maria Anna Jarochowska
Maria Anna Jarochowska-de Kosko (ur. 4 lutego 1924 na Śląsku, zm. 29 czerwca 2018) – polska historyk, badaczka emigracji polskiej w Kanadzie.

## Życiorys
Studiowała ekonomię polityczną na Uniwersytecie im. Adama Mickiewicza w Poznaniu, w 1950 obroniła pracę magisterską. Równolegle od 1946 pracowała początkowo w banku, a następnie w biurze planowania gospodarczego. W 1950 rozpoczęła pracę w bibliotece poznańskiego Uniwersytetu Ekonomicznego, od 1953 do 1957 studiowała bibliotekarstwo na Uniwersytecie Jagiellońskim, jednocześnie prowadziła prace badawcze dotyczące polskiej emigracji w Kanadzie. W 1960 ukazała się jej publikacja "Kanada, Kraj i Ludzie", za którą otrzymała z Canada Council stypendium na roczne studia podyplomowe. W 1962 przedstawiła na Uniwersytecie Adama Mickiewicza pracę doktorską i otrzymała tytuł doktora filozofii w dziedzinie nauk geograficznych. Przez cztery lata bezskutecznie starała się o wizę naukową (odmówiła podpisania zobowiązania do współpracy ze służbami bezpieczeństwa), ostatecznie w 1965 uzyskała pozwolenie na odwiedziny u krewnych w Stanach Zjednoczonych, w związku z czym zakończyła pracę w bibliotece Uniwersytetu Ekonomicznego. Podczas pobytu w Ameryce Północnej otrzymała propozycję pracy jako wykładowca w University of Manitoba w Winnipegu, którą rozpoczęła w 1966. Następnie awansowała na stanowisko asystenta profesora, które zajmowała do 1970, kiedy to ze względów zdrowotnych przeniosła się do Montrealu i związała się zawodowo z tamtejszym Université du Québec. Od 1984 po zmianie profilu specjalizacji, który dotyczył problematyki emigracji i asymilacji na świecie odbyła podróże naukowe do Meksyku i krajów południowej Azji m.in. do Indii, Tajlandii, Birmy, Indonezji i na Filipiny. Pomiędzy 1991 a 1996 współpracowała z Department of Anthropology College of William & Mary z Williamsburga w stanie Wirginia.

## Dorobek naukowy
Maria Anna Jarochowska jest autorką trzech książek i pięciu podręczników akademickich wydanych przez Universite du Quebec, napisała również kilkadziesiąt artykułów, felietonów i publikacji, które ukazały się na łamach czasopism geograficznych. Dwa razy była guest editor w Studies in Third World Societies. 6 sierpnia 2015 Konsul Generalny RP w Kanadzie Krzysztof Olendzki odznaczył w imieniu Prezydenta Polski Marię Annę Jarochowską Krzyżem Kawalerskim Orderu Zasługi Rzeczypospolitej Polskiej.